# Réka Benkó
Réka Benkó (ur. 8 kwietnia 1989) – węgierska szablistka.

## Życiorys
W swoim dorobku ma brązowy medal mistrzostw Europy (2009) w konkurencji indywidualnej.